# Tupamaros de Berlín Oeste
Los Tupamaros de Berlín Oeste (Tupamaros West-Berlin o TW por sus siglas en inglés) fueron una pequeña guerrilla marxista alemana que llevó a cabo una serie de atentados e incendios provocados a finales de la década de 1960. En 1969, Dieter Kunzelmann, Georg von Rauch y algunos otros viajaron a Jordania para entrenar en un campamento de Fatah, formando los Tupamaros a su regreso a Alemania. El grupo tomó su nombre de los Tupamaros uruguayos. El TW lo formaban un total de 15 guerrilleros.

## Historia
Su primera acción fue un intento de bombardear el Centro Comunitario Judío de Berlín Occidental el 9 de noviembre de 1969 (el aniversario de la Kristallnacht ); la bomba, suministrada por el agente encubierto del gobierno Peter Urbach, no explotó. A esto le siguió en el otoño de 1969 una serie de atentados con bomba e incendios provocados contra policías, jueces y objetivos estadounidenses e israelíes. El TW se atribuyó la responsabilidad de estos ataques bajo una variedad de nombres diferentes para exagerar el tamaño de su movimiento. Los Tupamaros formaron parte de una red personal y política informal que se ha denominaban "Blues".
El grupo estaba dirigido por Kunzelmann y von Rauch, y se disolvió después de que el primero fuera arrestado en 1970 y el segundo huyó cuando se proclamó la sentencia el 8 de julio de 1971, von Rauch huyó de la corte en Berlín-Moabit cambiando roles con Weisbecker (quien fue liberado de todos los cargos). Un acto que nunca fue completamente explicado. El 5 de diciembre del mismo año, von Rauch fue capturado en Berlín-Schöneberg por policías vestidos de civil. Se produjo un tiroteo, durante el cual von Rauch resultó herido de muerte en 1971. Sus miembros principales luego formaron el Movimiento 2 de junio, mientras que algunos otros se unieron a la Facción del Ejército Rojo.

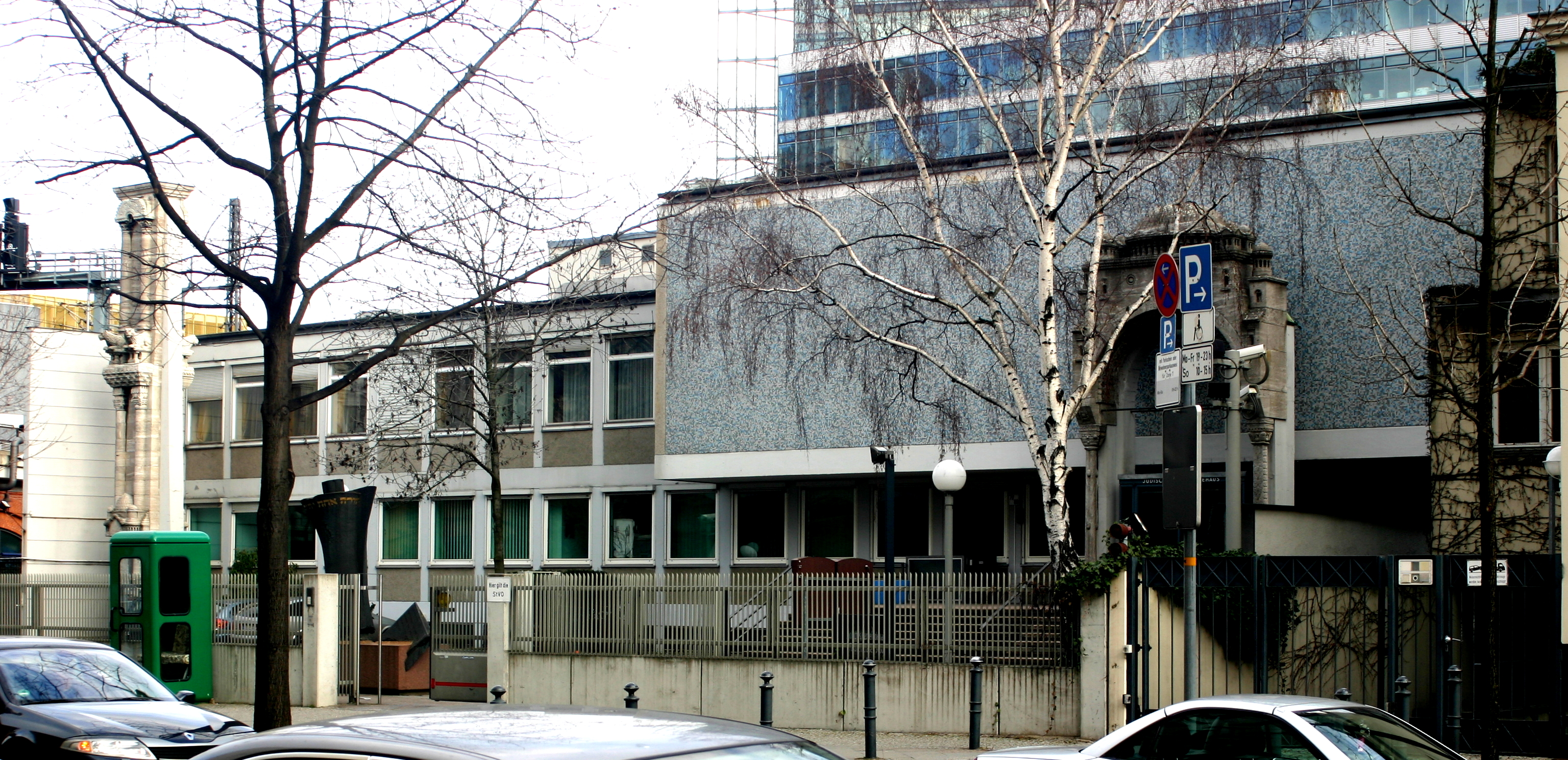
El objetivo del primer intento de atentado con bomba de los Tupamaros de Berlín Occidental, el (entonces) Centro Comunitario Judío de Berlín Occidental.

### El atentado al Centro Comunitario Judío
El libro de 2005 Die Bombe im Jüdischen Gemeindehaus, el historiador Wolfgang Kraushaar habla sobre el intento de atentado con bomba de los tupamaros en el Centro Comunitario Judío de Berlín Occidental desató un debate sobre el antisemitismo en el movimiento estudiantil alemán. El bombardeo supuestamente fue planeado por Kunzelmann y la bomba en sí colocada por Albert Fichter, hermano del entonces presidente de la Sozialistischer Deutscher Studentenbund, Tilman Fichter. En la fecha del intento de atentado, más de 200 personas se habían reunido en el centro comunitario para conmemorar la Kristallnacht.

## Los Tupamaros Múnich
Alrededor de la época de la creación de TW, Fritz Teufel formó un grupo similar en Múnich, los Tupamaros Múnich (TM). Brigitte Mohnhaupt, quien más tarde sería una figura importante en la segunda generación de la RAF, fue uno de sus miembros.